# Klubi Sportiv Besa Kavajë 2013-2014

## Rosa
| N. |                    | Ruolo | Calciatore             |
| -- | ------------------ | ----- | ---------------------- |
| 1  | Albania (bandiera) | P     | Ibrahim Bëjte          |
| 2  | Albania (bandiera) | D     | Skërdian Perja         |
| 3  | Kosovo (bandiera)  | C     | Argjend Mustafa        |
| 4  | Albania (bandiera) | C     | Arbnor Fejzullahu      |
| 5  | Kosovo (bandiera)  | D     | Bajram Jashanica       |
| 7  | Albania (bandiera) | C     | Daniel Rroshi          |
| 8  | Kosovo (bandiera)  | D     | Ahmet Haliti           |
| 9  | Albania (bandiera) | A     | Vangjel Mile           |
| 10 | Kosovo (bandiera)  | C     | Bernard Berisha        |
| 11 | Albania (bandiera) | C     | Senad Sallaku          |
| 12 | Albania (bandiera) | P     | Elton Maksuti          |
| 13 | Albania (bandiera) | D     | Bajram Kullolli        |
| 14 | Albania (bandiera) | A     | Sindrit Guri           |
| 15 | Albania (bandiera) | D     | Erand Hoxha (capitano) |
| 16 | Albania (bandiera) | P     | Geri Lika              |
| 17 | Albania (bandiera) | C     | Ledion Muçaj           |
| 18 | Albania (bandiera) | D     | Bruno Dita             |

| N. |                    | Ruolo | Calciatore        |
| -- | ------------------ | ----- | ----------------- |
| 19 | Albania (bandiera) | C     | Alked Çelhaka     |
| 20 | Albania (bandiera) | D     | Shaqir Stafa      |
| 21 | Albania (bandiera) | A     | Bledar Mançaku    |
| 23 | Kosovo (bandiera)  | D     | Fisnik Ramadanaj  |
| 29 | Albania (bandiera) | A     | Fatjon Sefa       |
| 31 | Albania (bandiera) | P     | Kejsi Çurri       |
|    | Albania (bandiera) | D     | Besmir Kullolli   |
|    | Albania (bandiera) | D     | Aldo Xhafa        |
|    | Albania (bandiera) | C     | Alfred Deliallisi |
|    | Albania (bandiera) | C     | Altin Hoxha       |
|    | Albania (bandiera) | C     | Artion Poçi       |
|    | Albania (bandiera) | C     | Arben Togu        |
|    | Albania (bandiera) | C     | Xhuljo Çolla      |
|    | Albania (bandiera) | A     | Egli Trimi        |
|    | Albania (bandiera) | A     | Blerim Krasniqi   |
|    | Albania (bandiera) | A     | Darlien Bajaziti  |
|    | Albania (bandiera) | A     | Vedat Muriqi      |